# Dualizam (Austro-Ugarska)
Dualizam je naziv za dvojno ustrojstvo Austro-ugarske monarhije koja je, prema nagodbi iz 1867., bila složena od dvije države – austrijske carevine i ugarske kraljevine – pod jednom (habsburškom) dinastijom.

Imala je tri zajednička ministarstva, vanjsku politku, financije i vojsku pod njenom zajedničkom vladom. Uz to svaka je država imala zasebnu vladu.